# 威廉·特威德
威廉·马吉尔·特威德（英語：William Magear Tweed，1823年4月3日—1878年4月12日），綽號特威德老大（Boss Tweed），美国政治家，坦慕尼协会领袖，18世纪纽约州和纽约市重要的政治力量。特威德持有资产包括铁路、银行、印刷企业、旅馆、铁矿、照明公司等，1852年当选联邦参议员，1867年当选纽约州参议员。1877年因政治腐败被判刑，他侵吞的金额高达2亿美元。